# Donacia cincticornis
Donacia cincticornis är en skalbaggsart som beskrevs av Newman 1838. Donacia cincticornis ingår i släktet Donacia och familjen bladbaggar. Inga underarter finns listade i Catalogue of Life.